# كارم يحيى
كارم يحيى سيد إسماعيل (11 سبتمبر 1958-)، كاتب وصحفي مصري ولد بحي الدقي. أصدر عدة كُتبٍ في نقد أحوال الصحافة المصرية والشأن السياسي المصري والعربي.[بحاجة لمصدر أفضل]

## حياته
تخرج في كلية الإعلام قسم الصحافة في جامعة القاهرة في يونيو 1980، كتب في مختلف المواضيع الصحفية كالأخبار والتحقيقات الاستقصائية والتقارير والترجمة من اللغة الإنجليزية إلى العربية وغيرها.[بحاجة لمصدر أفضل]
شارك في تأليف «موسوعة اليهود واليهودية والصهيونية» للدكتور عبد الوهاب المسيري الصادرة عام 1999، و«مظاهرات حرية الصحافة 1909: كتاب تذكاري توثيقي» عام 2009، و«القضية أ . ب: كيف استعدنا ضمانة ديموقراطية لانتخابات نقابة الصحفيين؟ عام 2007، وفي ترجمة كتاب «لقاء طهران: مذكرات مترجم ستالين» 1991.[بحاجة لمصدر أفضل]
صار عضوا في نقابة الصحفيين المصريين عام 1994، وانخرط في العمل النقابي وشارك في اعتصام الصحفيين احتجاجا على القانون 93 لسنة 1995 المعروف باسم «قانون اغتيال الصحافة»، كما شارك في العديد من الاعتصامات والأنشطة الحركية والبحثية والنقاشية من أجل حرية الصحافة وحقوق الصحفيين بمقر نقابة الصحفيين، وخاض انتخابات مجلس نقابة الصحفيين المصريين عامي 1999 و2003(1)، وترشح لمنصب نقيب الصحفيين(2) عام 2021،

## المواقف السياسية

### قضية جزيرتي تيران وصنافير
انضم كارم يحيى إلى هيئة الدفاع عن مصرية جزيرتي تيران وصنافير إلى جانب المحامي خالد علي والصحفية إكرام يوسف، ودافع عن مصرية الجزيرتين خلال المؤتمر الصحفي الذي نظمته الهيئة في 22 يونيو 2016، كما شارك في الدعوى التي رفعها خالد علي المحامي ضد الحكومة المصرية لإثبات مصرية جزيرتي تيران وصنافير، والتي صدر حكم القضاء الإداري فيها يوم 21 يونيو 2016، مؤكدا مصرية الجزيرتين.

### الإضراب عن الطعام
أعلن كارم يحيى إضرابه عن الطعام في يوليو عام 2021 مطالبا الحكومة المصرية بالإفراج عن عدد من زملائه الصحفيين المعتقلين من بينهم الصحفي هشام فؤاد.

## مؤلفاته
- رهان المليون السابع.. اليهود والهجرة الصهيونية حتى عام 2020: صدر عام 2002.[6]
- سيدي بوزيد (حكاية ثورة يرويها أهلها): صدر عام 2012 عن الهيئة المصرية العامة للكتاب بالقاهرة.[7][8]
- نظرتان على تونس (من الديكتاتورية إلى الديموقراطية): صدر عام 2012 عن دار الثقافة الجديدة للنشر والتوزيع بالقاهرة.[9][10]
- تمرد في الثكنة (عن الصحافة المصرية وثورة 25 يناير): صدر عام 2012.[11]
- الصندوق الأسود.. قصة حسين سالم: صدر عام 2012 عن دار الثقافة الجديدة للنشر والتوزيع بالقاهرة.[12][13]
- الشبيهان (سيرة مزدوجة لمبارك وبن علي): صدر عام 2014 عن الهيئة العامة لقصور الثقافة بالقاهرة.[14][15]
- خريف الإخوان - كيف فشل حكم الجماعة في مصر: صدر عام 2015 عن مركز دراسات الإسلام والغرب بالقاهرة.[16]
- الديموقراطية الصعبة (رؤية مصرية للانتقال التونسي): صدر عام 2016 عن مركز القاهرة لدراسات حقوق الإنسان ضمن سلسلة قضايا الإصلاح، وكتب مقدمة الكتاب الحقوقي التونسي مسعود رمضاني.[17]
- الإعلام في تونس بعد الثورة (رؤية مراسل من مصر لمصادر العمل الصحفي من تونس): صدر عام 2019.[18]
- كما شارك كارم يحيى في ترجمة وتأليف مظاهرات حرية الصحافة 1909 - كتاب تذكاري توثيقي: شارك في كتابته مع كل من خالد السرجاني، وهدى نصر الله، وصدر عام 2009 عن مركز القاهرة لدراسات حقوق الإنسان بالمنظمة المصرية لحقوق الإنسان التابعة للشبكة العربية لمعلومات حقوق الإنسان.[19]

- صورة الفلسطيني في مصر بين عامي 1982 و1985: نُشرت باللغتين الفرنسية والإنجليزية في مجلة «دراسات فلسطينية» عام 1986.[20]
- دور الإعلام في توجيه الرأي العام وأثره على عملية التحول الديمقراطي: نُشرت في العدد الخامس من مجلة «دعم» التونسية في 26 يوليو 2019.
- جدلية الإعلام والديمقراطية (نظرة عامة مقارنة على وسائل الإعلام التقليدية بمصر وتونس وليبيا انطلاقا من 2011): نُشرت باللغتين العربية والإنجليزية في العدد السادس من مجلة «دعم» التونسية في مارس 2020.[21]

## الهوامش
- 1 : لم يفز بأي مقعد خلال هاتين الدورتين[22]
- 2 : فاز الصحافي ضياء رشوان بالمنصب.[22]